# Nati nel 1995/Giugno
| Questa pagina contiene informazioni ricavate automaticamente dalle voci biografiche con l'ausilio del template Bio e di un bot. L'aggiornamento è periodico e automatico e ricostruisce completamente la pagina. Se manca una persona in questa lista, sei pregato di non aggiungerla, ma accertati piuttosto che la sua voce biografica contenga il template Bio e che i dati anagrafici siano correttamente compilati. Se il template Bio manca, inseriscilo tu stesso o, in alternativa, metti l'avviso {{tmp\|Bio}} che ne segnala la mancanza. Se i dati riportati sono sbagliati, correggi direttamente la voce biografica; le modifiche saranno visibili in questa lista entro pochi giorni. Per chiarimenti vedi il progetto biografie. La lista contiene solo le 430 persone che sono citate nell'enciclopedia e per le quali è stato implementato correttamente il template Bio. Pagina aggiornata al 18 ago 2025. |

- 1º giugno - Burhan Akbudak, lottatore turco
- 1º giugno - Abdulrahman Al-Aboud, calciatore saudita
- 1º giugno - Sarah Atcho, velocista svizzera
- 1º giugno - Markus Blutsch, calciatore austriaco
- 1º giugno - Nora Grieg Christensen, ex sciatrice alpina norvegese
- 1º giugno - Drew Duffy, ex sciatore alpino statunitense
- 1º giugno - Federico Fuligni, pilota motociclistico italiano
- 1º giugno - Carlos Castro García, ex calciatore spagnolo
- 1º giugno - Mahmoud Hamdy, calciatore egiziano
- 1º giugno - Tim Hronek, sciatore freestyle tedesco
- 1º giugno - Mario Jurčević, calciatore sloveno
- 1º giugno - Polina Popova, modella russa
- 1º giugno - E.J. Speed, giocatore di football americano statunitense
- 1º giugno - Carl Starfelt, calciatore svedese
- 1º giugno - Peter John Stevens, nuotatore sloveno
- 1º giugno - Sada Thioub, calciatore francese
- 2 giugno - Autumn Bailey, pallavolista canadese
- 2 giugno - Sterling Beaumon, attore, modello e cantante statunitense
- 2 giugno - Camilo Cándido, calciatore uruguaiano
- 2 giugno - Tre Flowers, giocatore di football americano statunitense
- 2 giugno - Chelsea Islan, attrice indonesiana
- 2 giugno - Evelyn Mawuli, cestista giapponese
- 2 giugno - Nawat Phumphothingam, attore televisivo thailandese
- 2 giugno - Matías Rigoleto, calciatore uruguaiano
- 2 giugno - Fiammetta Rossi, tiratrice a volo italiana
- 2 giugno - Damian Stevens, rugbista a 15 namibiano
- 2 giugno - Talita Te Flan, nuotatrice ivoriana
- 2 giugno - Marcelina Witek, giavellottista polacca
- 2 giugno - Laslo Đere, tennista serbo
- 3 giugno - Michail Dovgaljuk, nuotatore russo
- 3 giugno - Baktyjar Dùjšôbekov, calciatore kirghiso
- 3 giugno - Gianluigi Foglio, pallanuotista italiano
- 3 giugno - Marcus Foster, cestista statunitense
- 3 giugno - Caíque França, calciatore brasiliano
- 3 giugno - Vernon Hargreaves, giocatore di football americano statunitense
- 3 giugno - Louis Nganioni, calciatore francese
- 3 giugno - Samuel Nnamani, calciatore nigeriano
- 3 giugno - Mattias Nørstebø, hockeista su ghiaccio norvegese
- 3 giugno - Cristian Roldan, calciatore statunitense
- 3 giugno - Kenny Romero, calciatore venezuelano
- 3 giugno - Tosha Schareina, pilota motociclistico spagnolo
- 3 giugno - Miia Sillman, multiplista finlandese
- 3 giugno - Davit Volk'ovi, calciatore georgiano
- 4 giugno - Aleksandar Cvetković, calciatore serbo
- 4 giugno - Gustav Lindh, attore svedese
- 4 giugno - Duhan van der Merwe, rugbista a 15 sudafricano
- 4 giugno - Jhon Murillo, calciatore venezuelano
- 4 giugno - Petar Rakićević, cestista serbo
- 4 giugno - Eric Remedi, calciatore argentino
- 4 giugno - Diana Silva, calciatrice portoghese
- 4 giugno - Dominik Stadlmann, mezzofondista austriaco
- 4 giugno - Shiori Tamai, cantante, attrice e modella giapponese
- 4 giugno - Mikkel Wohlgemuth, calciatore danese
- 4 giugno - Uygar Zeybek, calciatore turco
- 5 giugno - Michael Fusek, cestista slovacco
- 5 giugno - Juan Gareda, attore e musicista spagnolo
- 5 giugno - Emiliano Ghan, calciatore uruguaiano
- 5 giugno - René Huete, calciatore nicaraguense
- 5 giugno - J.P. Macura, cestista statunitense
- 5 giugno - Linn-Ida Murud, ex sciatrice freestyle norvegese
- 5 giugno - Gadži Nabiev, lottatore russo
- 5 giugno - Ebony Nwanebu, pallavolista statunitense
- 5 giugno - Brandon Paiber, calciatore argentino
- 5 giugno - Piper Perri, ex attrice pornografica statunitense
- 5 giugno - Luis Romo, calciatore messicano
- 5 giugno - Troye Sivan, cantautore e attore australiano
- 5 giugno - Carlo Sperti, ex pallamanista italiano
- 5 giugno - Adama Traoré, calciatore maliano
- 6 giugno - Jonna Adlerteg, ginnasta svedese
- 6 giugno - Pablo Cuadra, calciatore argentino
- 6 giugno - Luca Egloff, ex saltatore con gli sci svizzero
- 6 giugno - Makayla Epps, ex cestista statunitense
- 6 giugno - Norbertas Giga, cestista lituano
- 6 giugno - Julian Green, calciatore statunitense
- 6 giugno - Štefan Hadalin, ex sciatore alpino sloveno
- 6 giugno - Dāvis Indrāns, calciatore lettone
- 6 giugno - Paul Izzo, calciatore australiano
- 6 giugno - Jack Kilmer, attore e modello statunitense
- 6 giugno - Fredrik Krogstad, calciatore norvegese
- 6 giugno - Axel Méyé, calciatore gabonese
- 6 giugno - Edgar Pons, pilota motociclistico spagnolo
- 6 giugno - Joshua Poznanski, giocatore di football americano tedesco
- 6 giugno - Masato Sakai, nuotatore giapponese
- 6 giugno - Juan Pablo Vargas, calciatore costaricano
- 6 giugno - Romeri Villamizar, calciatore venezuelano
- 6 giugno - Fəridə Əzizova, taekwondoka azera
- 7 giugno - Frank Bagnack, calciatore camerunese
- 7 giugno - Ņikita Bērenfelds, calciatore lettone
- 7 giugno - Migbelis Castellanos, modella venezuelana
- 7 giugno - Victor Langellotti, ciclista su strada monegasco
- 7 giugno - Blake Leeson, pallavolista statunitense
- 7 giugno - Radu Rogac, calciatore moldavo
- 7 giugno - Rougui Sow, lunghista francese
- 7 giugno - Nika Turković, cantautrice croata
- 8 giugno - Jordi Burgaya, hockeista su pista spagnolo
- 8 giugno - Jean Butez, calciatore francese
- 8 giugno - Tom Grennan, cantante britannico
- 8 giugno - Maxime Hamou, ex tennista francese
- 8 giugno - Fabián Henríquez, calciatore argentino
- 8 giugno - Alina Hrosu, cantante ucraina
- 8 giugno - Setareki Hughes, calciatore figiano
- 8 giugno - Darren Lyon, calciatore scozzese
- 8 giugno - Ferland Mendy, calciatore francese
- 8 giugno - Adrine Monagi, multiplista, velocista e ostacolista papuana
- 8 giugno - Kséniya Moustafaeva, ginnasta bielorussa
- 8 giugno - Maddalena Paolillo, calciatrice italiana
- 8 giugno - Sione Takitaki, giocatore di football americano statunitense
- 8 giugno - Tang Jing, judoka cinese
- 8 giugno - Marcio Antonio de Sousa Junior, calciatore brasiliano
- 9 giugno - Dalton Briggs, attore pornografico russo
- 9 giugno - P. U. Chitra, mezzofondista indiana
- 9 giugno - Tay Melo, wrestler e ex judoka brasiliana
- 9 giugno - Tony D'Angelo, wrestler statunitense
- 9 giugno - Thomas Ephestion, calciatore francese
- 9 giugno - Ethan Horvath, calciatore statunitense
- 9 giugno - Jean Carlos de Brito, calciatore brasiliano
- 9 giugno - Zsolt Kalmár, calciatore ungherese
- 9 giugno - Walide Khyar, judoka francese
- 9 giugno - Jure Ritlop, ex cestista sloveno
- 9 giugno - Valerija Strachova, tennista ucraina
- 9 giugno - Valerija Šabalina, nuotatrice russa
- 10 giugno - Charlotte Bankes, snowboarder britannica
- 10 giugno - Mohamed Doumouya, calciatore ivoriano
- 10 giugno - Nicol Foietta, schermitrice italiana
- 10 giugno - Giuditta Galardi, pallanuotista italiana
- 10 giugno - Mergim Qarri, calciatore kosovaro
- 10 giugno - Kristi Qose, calciatore albanese
- 10 giugno - Colton Ryan, attore statunitense
- 10 giugno - Jefry Valverde, calciatore costaricano
- 10 giugno - Nené, calciatore portoghese
- 11 giugno - Walid Azarou, calciatore marocchino
- 11 giugno - Russell Canouse, ex calciatore statunitense
- 11 giugno - Daniel Cataraga, lottatore moldavo
- 11 giugno - Evgenij Charin, calciatore russo
- 11 giugno - Nia Coffey, cestista statunitense
- 11 giugno - David Keltjens, calciatore israeliano
- 11 giugno - Ashley Lawrence, calciatrice canadese
- 11 giugno - Temma Matsuda, calciatore giapponese
- 11 giugno - Dimitri Mohamed, calciatore francese
- 11 giugno - Lisa Naalsund, calciatrice norvegese
- 11 giugno - Francis Olaki, calciatore ugandese
- 11 giugno - Tems, cantante e produttrice discografica nigeriana
- 11 giugno - Gastón Pereiro, calciatore uruguaiano
- 11 giugno - Dillon Phillips, calciatore inglese
- 11 giugno - Davon Reed, cestista statunitense
- 11 giugno - Yasuto Wakizaka, calciatore giapponese
- 11 giugno - Oswal Álvarez, ex calciatore colombiano
- 12 giugno - Josh Awotunde, pesista statunitense
- 12 giugno - Mélissa Citrini-Beaulieu, tuffatrice canadese
- 12 giugno - Aaron Civale, giocatore di baseball statunitense
- 12 giugno - Ezgi Dilik, ex pallavolista turca
- 12 giugno - Denis Kadrić, scacchista bosniaco
- 12 giugno - Ben Lawson, cestista britannico
- 12 giugno - Teodor Lungu, calciatore moldavo
- 12 giugno - Martín Merquelanz, calciatore spagnolo
- 12 giugno - Motjeka Madisha, calciatore sudafricano († 2020)
- 12 giugno - Hindrek Ojamaa, calciatore estone
- 12 giugno - Furkan Soyalp, calciatore turco
- 12 giugno - Falk Wendrich, altista tedesco
- 13 giugno - Eneko Capilla, calciatore spagnolo
- 13 giugno - Elizabeth Davidson, nuotatrice artistica statunitense
- 13 giugno - Martha Faraguna, ex velista italiana
- 13 giugno - Sean Goldberg, calciatore israeliano
- 13 giugno - Ella Hughes, attrice pornografica britannica
- 13 giugno - Abbas Hüseynov, calciatore azero
- 13 giugno - Martin Králik, calciatore slovacco
- 13 giugno - María Pilar León, calciatrice spagnola
- 13 giugno - Avi Love, ex attrice pornografica statunitense
- 13 giugno - S.C. Megale, scrittrice e sceneggiatrice statunitense
- 13 giugno - Anna Morris, pistard e ciclista su strada britannica
- 13 giugno - Dostonbek Tursunov, calciatore uzbeko
- 13 giugno - Petra Vlhová, sciatrice alpina slovacca
- 13 giugno - Gatis Čakšs, giavellottista lettone
- 14 giugno - Aldo Arellano, calciatore messicano
- 14 giugno - Elvin Bədəlov, calciatore azero
- 14 giugno - Óscar Gil Osés, calciatore spagnolo
- 14 giugno - Gonçalo Gregório, calciatore portoghese
- 14 giugno - Daeshon Hall, giocatore di football americano statunitense
- 14 giugno - Pavel Marin, calciatore estone
- 14 giugno - Gabriele Matanisiga, calciatore figiano
- 14 giugno - Ashley Nathaniel-George, calciatore antiguo-barbudano
- 14 giugno - Jaylon Smith, giocatore di football americano statunitense
- 14 giugno - Laquon Treadwell, giocatore di football americano statunitense
- 14 giugno - Kendell Williams, multiplista e ostacolista statunitense
- 14 giugno - Muhammed Yıldız, taekwondoka turco
- 15 giugno - Issa Baradji, ex calciatore francese
- 15 giugno - Luciano Benavides, pilota motociclistico argentino
- 15 giugno - Naya Crittenden, pallavolista statunitense
- 15 giugno - Anna-Lena Forster, sciatrice alpina tedesca
- 15 giugno - Victor García, calciatore salvadoregno
- 15 giugno - Benjamin Garuccio, calciatore australiano
- 15 giugno - Antoine Gérard, combinatista nordico francese
- 15 giugno - Érick Gutiérrez, calciatore messicano
- 15 giugno - Dwayn Holter, calciatore lussemburghese
- 15 giugno - Egor Kljuka, pallavolista bielorusso
- 15 giugno - Emmanuel Korir, mezzofondista e velocista keniota
- 15 giugno - Maximilian Marterer, tennista tedesco
- 15 giugno - Carlos Pérez Ochoa, calciatore colombiano
- 15 giugno - Itay Segev, cestista israeliano
- 15 giugno - Arthur Sissis, pilota motociclistico australiano
- 15 giugno - Dominic Smith, giocatore di baseball statunitense
- 15 giugno - Tash Sultana, cantante, polistrumentista e cantautrice australiana
- 15 giugno - Tucker West, slittinista statunitense
- 16 giugno - Alex Arce, calciatore paraguaiano
- 16 giugno - Jafar Arias, calciatore olandese
- 16 giugno - Matheus Batista, calciatore brasiliano
- 16 giugno - Jake Dennis, pilota automobilistico britannico
- 16 giugno - Sergej Emelin, lottatore russo
- 16 giugno - Baptiste Guillaume, calciatore belga
- 16 giugno - Ismail H'Maidat, calciatore olandese
- 16 giugno - Joo Da-young, attrice sudcoreana
- 16 giugno - Oliver Lines, giocatore di snooker inglese
- 16 giugno - Victor Lobry, calciatore francese
- 16 giugno - Joseph Schooling, ex nuotatore singaporiano
- 16 giugno - Kendra Sunderland, attrice pornografica statunitense
- 16 giugno - Damian Szymański, calciatore polacco
- 16 giugno - Hannes Wagner, lottatore tedesco
- 16 giugno - Sydney Wiese, ex cestista statunitense
- 16 giugno - Mattia Zaccagni, calciatore italiano
- 17 giugno - Michaell Chirinos, calciatore honduregno
- 17 giugno - Aršak Korjan, calciatore russo
- 17 giugno - Anamarija Lampič, biatleta e ex fondista slovena
- 17 giugno - Clément Lenglet, calciatore francese
- 17 giugno - Eva Lisec, cestista slovena
- 17 giugno - Liu Yang, calciatore cinese
- 17 giugno - Lourdes Mohedano, ginnasta spagnola
- 17 giugno - Aoi Morikawa, attrice e modella giapponese
- 17 giugno - Ádám Nagy, calciatore ungherese
- 17 giugno - Romeo Okwara, ex giocatore di football americano nigeriano
- 17 giugno - Matti Olsen, calciatore danese
- 17 giugno - Arkadiusz Reca, calciatore polacco
- 17 giugno - Nicolas Spoglianti, cuoco e gastronomo italiano
- 17 giugno - Kris Wedderburn, giocatore di football americano britannico
- 17 giugno - Lucas Yoder, pallavolista e giocatore di beach volley statunitense
- 18 giugno - Luis Cangá, calciatore ecuadoriano
- 18 giugno - Habib Diallo, calciatore senegalese
- 18 giugno - Arnold Garita, calciatore camerunese
- 18 giugno - João Graça, calciatore portoghese
- 18 giugno - Jan Gyamerah, calciatore tedesco
- 18 giugno - Mario Hermoso, calciatore spagnolo
- 18 giugno - Kamila Kerimbajeva, ex tennista kazaka
- 18 giugno - Maksim Kovtun, pattinatore artistico su ghiaccio russo
- 18 giugno - Maung Maung Lwin, calciatore birmano
- 18 giugno - Valeriano Nchama, calciatore equatoguineano
- 18 giugno - Tyrell Nelson, cestista statunitense
- 18 giugno - Jonathan Paz, calciatore honduregno
- 18 giugno - Guilherme Gimenez de Souza, calciatore brasiliano († 2016)
- 19 giugno - Brian Allen, giocatore di football americano statunitense
- 19 giugno - Santiago Arias, calciatore uruguaiano
- 19 giugno - Dylan Bronn, calciatore francese
- 19 giugno - Boris Céspedes, calciatore boliviano
- 19 giugno - Avishay Cohen, calciatore israeliano
- 19 giugno - Aleksandr Krasnych, nuotatore russo
- 19 giugno - Nikola Milojević, tennista serbo
- 19 giugno - Joe Noteboom, giocatore di football americano statunitense
- 19 giugno - Yukiya Satō, saltatore con gli sci giapponese
- 19 giugno - M.J. Stewart, giocatore di football americano statunitense
- 19 giugno - Raphael Veiga, calciatore brasiliano
- 19 giugno - Blake Woodruff, attore statunitense
- 19 giugno - Yu Zhengqi, goista taiwanese
- 19 giugno - Tolgahan Çiçek, calciatore olandese
- 20 giugno - Kiara Barnes, attrice e modella statunitense
- 20 giugno - Franck Bonnamour, ciclista su strada francese
- 20 giugno - Garrett Bradbury, giocatore di football americano statunitense
- 20 giugno - Brandt Bronico, calciatore statunitense
- 20 giugno - Nicolás García, tuffatore spagnolo
- 20 giugno - Marius Gersbeck, calciatore tedesco
- 20 giugno - Celia Jiménez, ex calciatrice spagnola
- 20 giugno - Mpho Links, altista sudafricano
- 20 giugno - Tomás Marchiori, calciatore argentino
- 20 giugno - Andrian Mardare, giavellottista moldavo
- 20 giugno - Serayah, attrice, cantante e ballerina statunitense
- 20 giugno - Alexis Peterson, cestista statunitense
- 20 giugno - Gerson Rodrigues, calciatore portoghese
- 20 giugno - Kyriakos Savvidīs, calciatore greco
- 20 giugno - Geraldine Viswanathan, attrice australiana
- 20 giugno - Wang Weiyi, pallavolista cinese
- 20 giugno - Caroline Weir, calciatrice scozzese
- 20 giugno - Carol Zhao, tennista cinese
- 21 giugno - Elia Benedettini, calciatore sammarinese
- 21 giugno - Boa, wrestler cinese
- 21 giugno - Ben Broeders, astista belga
- 21 giugno - Walter González, calciatore paraguaiano
- 21 giugno - Nick Hornsby, cestista statunitense
- 21 giugno - Jesper Karlström, calciatore svedese
- 21 giugno - Bryan Nouvier, calciatore francese
- 21 giugno - Beatriz Ortiz, pallanuotista spagnola
- 21 giugno - Arona Sané, calciatore senegalese
- 21 giugno - Azariah Stahl, pallavolista statunitense
- 21 giugno - Hannah Tapp, pallavolista statunitense
- 21 giugno - Paige Tapp, ex pallavolista statunitense
- 21 giugno - Darko Velkoski, calciatore macedone
- 21 giugno - Chris Walley, attore irlandese
- 21 giugno - Derek Willis, cestista statunitense
- 22 giugno - Deni Andrun, taekwondoka croato
- 22 giugno - Chen Chao-an, calciatore taiwanese
- 22 giugno - T.J. Cromer, ex cestista statunitense
- 22 giugno - Wesley Dias Claudino, calciatore brasiliano
- 22 giugno - Ilkka Herola, combinatista nordico finlandese
- 22 giugno - Selim Ilgaz, calciatore francese
- 22 giugno - Sara Kolak, giavellottista croata
- 22 giugno - Mark Magsayo, pugile filippino
- 22 giugno - Aleksandr Evgen'evič Mal'cev, sincronetto russo
- 22 giugno - Kasim Nuhu, calciatore ghanese
- 22 giugno - Tyler O'Neill, giocatore di baseball canadese
- 22 giugno - Israel Poblete, calciatore cileno
- 22 giugno - Micheál Richardson, attore irlandese
- 22 giugno - Alessio Rovera, pilota automobilistico italiano
- 23 giugno - David Antón Guijarro, scacchista spagnolo
- 23 giugno - Lauren Aquilina, cantautrice britannica
- 23 giugno - Louis Bendixen, ex ciclista su strada e ex mountain biker danese
- 23 giugno - Mert Celep, cestista turco
- 23 giugno - Frane Čirjak, calciatore croato
- 23 giugno - Gleison Wilson da Silva Moreira, calciatore brasiliano
- 23 giugno - Hao Yun, nuotatore cinese
- 23 giugno - Josh Hawkinson, cestista statunitense
- 23 giugno - Václav Jemelka, calciatore ceco
- 23 giugno - Fabijan Krslovic, cestista australiano
- 23 giugno - Ntlanhla Morgan Kutu, attore sudafricano
- 23 giugno - Eva Lazzaro, attrice australiana
- 23 giugno - Danna Paola, cantante, attrice e compositrice messicana
- 23 giugno - Cynthia Samuel, attrice libanese
- 23 giugno - John Swift, calciatore inglese
- 23 giugno - Nikki Taylor, pallavolista e giocatrice di beach volley statunitense
- 23 giugno - Iván Varga, ex calciatore argentino
- 23 giugno - Jordan Veasy, giocatore di football americano statunitense
- 23 giugno - Kristopher Vida, calciatore ungherese
- 23 giugno - Lewis Wing, calciatore inglese
- 23 giugno - Freddie Woodward, tuffatore britannico
- 24 giugno - Joan Campins, calciatore spagnolo
- 24 giugno - Dominic Iorfa, calciatore inglese
- 24 giugno - Vasyl' Mychajlov, lottatore ucraino
- 24 giugno - Hervin Ongenda, calciatore francese
- 24 giugno - Emma Rafowicz, politica francese
- 25 giugno - Wilhem Belocian, ostacolista francese
- 25 giugno - Juan Córdova, calciatore canadese
- 25 giugno - Kamil Dragun, scacchista polacco
- 25 giugno - Samajie Grant, giocatore di football americano statunitense
- 25 giugno - Jareliz Hernández, pallavolista portoricana
- 25 giugno - Kristoffer Khazeni, calciatore svedese
- 25 giugno - Abdelhak Kherbache, lottatore algerino
- 25 giugno - Andrij Markovyč, calciatore ucraino
- 25 giugno - Tom Misch, musicista britannico
- 25 giugno - Marcelino Moreno, calciatore argentino
- 25 giugno - Martina Rettenwender, ex sciatrice alpina austriaca
- 25 giugno - Eden Shamir, calciatore israeliano
- 25 giugno - Rolands Šmits, cestista lettone
- 25 giugno - Xie Yue, pallavolista cinese
- 26 giugno - Leonardo Feletto, siepista e mezzofondista italiano
- 26 giugno - Esther González, nuotatrice messicana
- 26 giugno - Gonzalo Hermida, cantautore spagnolo
- 26 giugno - Eirik Hestad, calciatore norvegese
- 26 giugno - Marcos Maydana, calciatore argentino
- 26 giugno - Bezabeh Meleyo, calciatore etiope
- 26 giugno - Adriana Ruano, tiratrice a volo guatemalteca
- 26 giugno - Marija Vasil'cova, snowboarder russa
- 26 giugno - Igor Łasicki, calciatore polacco
- 27 giugno - Mara Assoni, calciatrice italiana
- 27 giugno - Erblira Bici, pallavolista albanese
- 27 giugno - Jorge Bilbao, cestista spagnolo
- 27 giugno - Joris Bouchaut, nuotatore francese
- 27 giugno - Vladimir Egorov, lottatore macedone
- 27 giugno - Ryan Held, nuotatore statunitense
- 27 giugno - Otar Kakabadze, calciatore georgiano
- 27 giugno - Aibike Khabibullina, schermitrice kazaka
- 27 giugno - Katelyn MacMullen, attrice statunitense
- 27 giugno - Ander Martínez, cestista spagnolo
- 27 giugno - Ahmad Mendes Moreira, calciatore olandese
- 27 giugno - Lucas Merolla, calciatore argentino
- 27 giugno - Monté Morris, cestista statunitense
- 27 giugno - Elena Perinelli, pallavolista italiana
- 27 giugno - Narendra Rao, calciatore figiano
- 27 giugno - Emma Sakura, attrice giapponese
- 27 giugno - Beatrice Scalvedi, ex sciatrice alpina svizzera
- 27 giugno - Glódís Perla Viggósdóttir, calciatrice islandese
- 27 giugno - Colter Wall, cantante canadese
- 28 giugno - Carlos Abad, calciatore spagnolo
- 28 giugno - Dinis Almeida, calciatore portoghese
- 28 giugno - Igor Bondarenco, calciatore moldavo
- 28 giugno - Jason Denayer, calciatore belga
- 28 giugno - Janio Bikel, calciatore guineense
- 28 giugno - Kåre Hedebrant, attore svedese
- 28 giugno - Reezy, rapper tedesco
- 28 giugno - Rodrigo Holgado, calciatore argentino
- 28 giugno - Matheus Biteco, calciatore brasiliano († 2016)
- 28 giugno - Demi-Leigh Nel-Peters, modella sudafricana
- 28 giugno - Ricardo Rodrigues, calciatore portoghese
- 28 giugno - Adama Traoré, calciatore maliano
- 28 giugno - Damjan Vuklišević, calciatore sloveno
- 28 giugno - Syafiq Ahmad, calciatore malaysiano
- 29 giugno - Lisa Angiolini, nuotatrice italiana
- 29 giugno - Ivan Brkić, calciatore croato
- 29 giugno - Choi Ri, attrice sudcoreana
- 29 giugno - Gareon Conley, ex giocatore di football americano statunitense
- 29 giugno - Kariata Diaby, cestista ivoriana
- 29 giugno - Andreas Gruber, calciatore austriaco
- 29 giugno - Jacori Hayes, calciatore statunitense
- 29 giugno - Sam Hubbard, ex giocatore di football americano statunitense
- 29 giugno - Nikolaj Komličenko, calciatore russo
- 29 giugno - Nicholas Latifi, ex pilota automobilistico canadese
- 29 giugno - Carl Lawson, giocatore di football americano statunitense
- 29 giugno - Adrijana Lekaj, tennista croata
- 29 giugno - Maria Miccoli, cestista italiana
- 29 giugno - Giaime, rapper italiano
- 29 giugno - Luke Nelson, cestista britannico
- 29 giugno - Raúl Osorio, calciatore cileno
- 29 giugno - Michał Pleskowicz, speedcuber polacco
- 29 giugno - Roman Popov, ex calciatore ucraino
- 29 giugno - Eldor Shomurodov, calciatore uzbeko
- 29 giugno - João Paulo Silva Martins, calciatore brasiliano
- 29 giugno - Leandro Vilela, calciatore brasiliano
- 30 giugno - Romain Basque, calciatore francese
- 30 giugno - Gabriele Benetti, cestista italiano
- 30 giugno - Bbno$, rapper e cantautore canadese
- 30 giugno - Jessica Hansen, nuotatrice australiana
- 30 giugno - Declan John, calciatore gallese
- 30 giugno - Damian Jones, cestista statunitense
- 30 giugno - Ali Khamis Khamis, velocista e ostacolista bahreinita
- 30 giugno - Allie Kiick, tennista statunitense
- 30 giugno - Kristoffer Olsson, calciatore svedese
- 30 giugno - Tariq Owens, cestista statunitense
- 30 giugno - Andrea Petagna, calciatore italiano
- 30 giugno - DJ Yung Vamp, disc jockey e produttore discografico belga
- 30 giugno - Marina Ruy Barbosa, attrice brasiliana
- 30 giugno - Camille Schrier, modella statunitense
- 30 giugno - Andrzej Stękała, saltatore con gli sci polacco
- 30 giugno - Bojan Strugar, pallavolista montenegrino
- 30 giugno - Rory Townsend, ciclista su strada irlandese
- 30 giugno - Pavel Zabelin, calciatore bielorusso
- 30 giugno - Marija Šuročkina, sincronetta russa